# Indigene Völker Europas
Die anerkannten indigenen Völker Europas leben überwiegend in Nord- und Osteuropa. Daneben gibt es indigene Völker in politisch von europäischen Staaten beherrschten Gebieten außerhalb Europas.

## Im geografischen Europa
Die meisten indigenen Völker Europas leben innerhalb Russlands (siehe Indigene kleine Völker des russischen Nordens). Im europäischen Teil des Landes sind dies neben anderen die Samen der Halbinsel Kola, die Wepsen in Karelien, die Nenzen, die den Autonomen Kreis der Nenzen und den Norden der Republik Komi bewohnen. Auch einige Ethnien Südrusslands sind als „indigene“ kleine Völker anerkannt, so die Abasinen, Schapsugen und Nagaibaken.
Innerhalb Russlands ist umstritten, ob die finnischstämmigen Völker der Komi und Mari ebenfalls als „indigen“ zu gelten haben, da sie über eigene „Staatlichkeit“ in Gestalt autonomer Republiken verfügen.
Unstrittig ist dagegen, dass die Samen im Norden Fennoskandinaviens und Russlands durch ihre sprachliche und kulturelle Unterscheidung zu den indigenen Völkern gezählt werden.
Auf der Schwarzmeer-Halbinsel Krim definieren sich mehrere Bevölkerungsgruppen als indigen, so die Krimtataren, die Karäer (Karaim) und die Krimtschaken, wobei all diese Gruppen auf die Krim frühestens im Mittelalter einwanderten.
In der Schweiz gab es eine Diskussion um die Frage, ob die Schweiz das Übereinkommen über eingeborene und in Stämmen lebende Völker in unabhängigen Ländern (ILO-Übereinkommen Nr. 169) zum Schutz indigener Völker unterzeichnen soll. Dabei ging es darum, ob „Fahrende“ (fahrendes Volk) ein eigenes indigenes Volk bilden. Das Schweizer Recht versteht unter Fahrenden jedoch eine gemischte Bevölkerungsgruppe ohne eigenständige Ethnizität, die zum einen aus Jenischen, zum anderen aus Manouches (Sinti) besteht, jeweils mit Schweizer Staatsbürgerschaft. Roma und Sinti betrachten ihre Gruppe nicht als indigen, und auch die Schweizer Manouches melden keinen solchen Anspruch an, wohl aber seit einigen Jahren jenische Interessenvertretungen. In der Schweiz sind die Jenischen und Sinti seit 2016 als nationale Minderheit anerkannt; in Irland sind die Travellers 2017 als ethnische Minderheit anerkannt worden.

## Außerhalb Europas, aber europäischen Staaten angegliedert
Politisch zu Europa gehören auch die östlich des Ural lebenden indigenen Völker Sibiriens, von den Nenzen, Chanten und Mansen Westsibiriens, bis zu den Yupik, Tschuktschen und den Aleuten des russischen Fernen Ostens. Tatsächlich stellt der Ural keine entscheidende Grenze dar, weil sich die zu Asien gehörenden Nenzen der Jamal-Halbinsel sprachlich und kulturell nicht sehr von den westlich des Urals lebenden Angehörigen dieser Ethnie unterscheiden.
Die indigenen Bewohner der französischen Überseegebiete Neukaledonien und Französisch-Guayana sind politisch Bürger der Europäischen Union.
Das überwiegend von Inuit bewohnte Grönland genießt zwar eine weitgehende Autonomie, ist jedoch politisch Dänemark angegliedert, allerdings ohne Teil der Europäischen Union zu sein.

## Nationale Minderheiten
Sprachliche Minderheiten in anderen europäischen Ländern, wie etwa Basken, Bretonen, Sarden, Sorben oder Friesen unterscheiden sich in Lebensstil und Kultur nicht sehr von der jeweiligen Mehrheitsbevölkerung, weswegen sie üblicherweise nicht als indigen bezeichnet werden.
Auch Sinti und Roma sind in Deutschland als nationale Minderheit nach dem europäischen Rahmenübereinkommen zum Schutz nationaler Minderheiten anerkannt, werden also nicht als „indigene Völker“ bezeichnet.